# Alsia abietina
Alsia abietina là một loài Rêu trong họ Leucodontaceae. Loài này được (Hook.) Sull. mô tả khoa học đầu tiên năm 1864.